# NGC 3152
NGC 3152 is een lensvormig sterrenstelsel in het sterrenbeeld Kleine Leeuw. Het hemelobject werd op 27 maart 1854 ontdekt door de Ierse astronoom William Parsons.

## Synoniemen
- MCG 7-21-18A
- ZWG 211.21
- PGC 29805